# Filetas

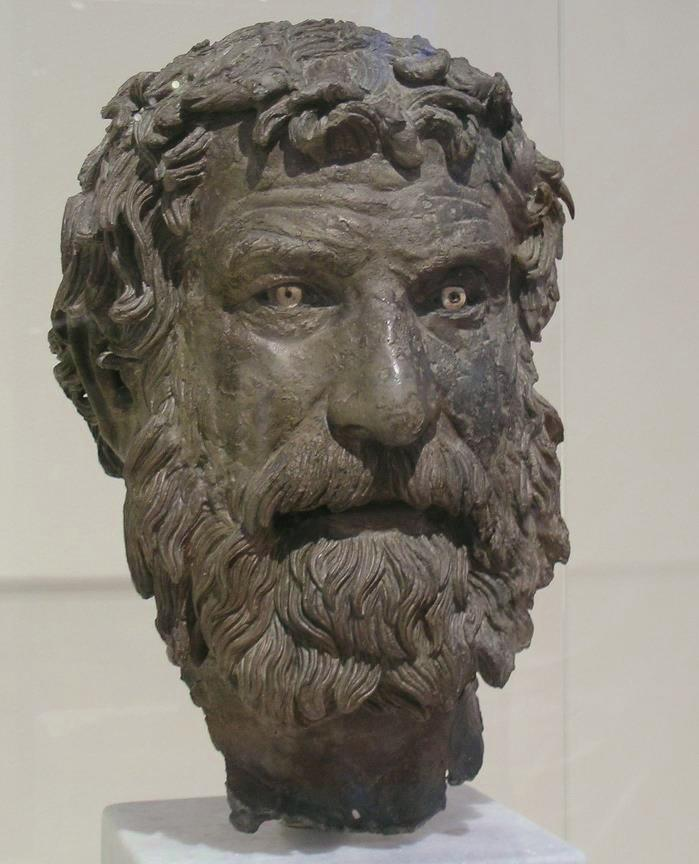
Filetas

Filetas, grekisk skald och grammatiker från Kos (eller Rhodos) omkring 300 f.Kr., lärare åt Ptolemaios Filadelfos, Zenodotos och Theokritos. Han diktade företrädesvis elegier av erotiskt innehåll, vilka ska ha utmärkt sig genom en djup känsla och okonstlad form. De har efterbildats av Propertius och Ovidius. Endast ringa fragment återstår.